# Проект «Артишок»
Проект «Артишок» (англ. Project Artichoke) — проект, разработанный и введённый в действие Центральным разведывательным управлением с целью изучения методов допроса и способов манипуляции сознанием.
Проект «Артишок», которому предшествовал другой проект под названием «Синяя птица», официально появился 20 августа 1951 года и находился в ведении Управления научной разведки ЦРУ. Основная цель проекта «Артишок» заключалась в том, чтобы определить, можно ли заставить человека против его воли совершить акт покушения на убийство. В рамках проекта также активно изучалось влияние гипноза, принудительного привыкания (и последующего отказа от него) к морфину и другим химическим веществам, включая ЛСД, исследование амнезии и других уязвимых состояний субъектов.
На смену проекту «Артишок» пришёл проект МК-Ультра, который начался в 1953 году.

## Проект
Проект «Артишок» по большей части представлял из себя программу контроля над разумом, агенты которой тесно сотрудничали с разведывательными подразделениями армии, флота, ВВС и ФБР. Масштаб проекта был изложен в служебной записке от января 1952 года, в которой спрашивалось: «Можем ли мы контролировать человека до такой степени, что он будет выполнять все наши приказы против своей воли и даже против фундаментальных законов природы, таких как самосохранение?".
В рамках проекта было осуществлено множество внутренних и зарубежных экспериментов с использованием наркотиков, газлайтинга и полной изоляции в качестве форм психологического давления. В будущем люди, изнемождённые подобным внешним воздействием, подвергались допросу. Сначала агенты использовали кокаин, марихуану, героин и мескалин, однако всё чаще рассматривали ЛСД как наиболее "перспективный" наркотик. Субъекты, покинувшие этот проект, обычно имели серьёзные проблемы с памятью, что привело к ошибочным и смутным воспоминаниям о пережитом. В 1952 году небольшую порцию ЛСД тайно дали (подложили в еду) нескольким агентам ЦРУ для определения воздействия препарата на ничего не подозревающих людей. В записи говорится, что одному агенту диэтиламид подкладывали в течение 77 дней.
Артишок также исследовал потенциал лихорадки денге и других заболеваний. Рассекреченная записка одного из участников гласила: «Не все вирусы смертельны... Некоторые только делают человека слабовольным, и мы можем успешно использовать это в своих целях».
В ЦРУ долго обсуждали, какой из отделов возьмёт на себя операцию. Наконец, было решено, что контролировать программу будет агент из исследовательского штаба ЦРУ, бывший бригадный генерал армии США Пол Ф. Гейнор.
ЦРУ стремилось установить надзор над теми, кого оно считало «более слабыми» и «менее интеллектуальными» слоями общества, а также над потенциальными шпионами, перебежчиками, военнопленными и другими "подозрительными" личностями. В отчёте ЦРУ говорится, что в случае успеха гипноза могут быть созданы убийцы для «видного политика или, при необходимости, американского чиновника». Зарубежные операции проводились в разных точках Европы, Японии, Юго-Восточной Азии и на Филиппинах. Для управления этими операциями были собраны специальные команды, которым было приказано «провести на зарубежных базах оперативные эксперименты с использованием иностранцев в качестве субъектов».